# 清成龍一
清成 龍一（きよなり りゅういち、1982年9月23日 - ）は、日本のレーシングライダー（ロードレース）。埼玉県川越市出身。ニックネームは「キヨ（Kiyo）」。
2002年全日本ロードレース選手権ST600チャンピオン。2006年・2007年・2010年ブリティッシュスーパーバイク選手権 (BSB) チャンピオン。2005年・2008年・2010年・2011年鈴鹿8時間耐久ロードレース優勝。

## 略歴

### 全日本ロードレース選手権
プロライダー育成を目的とする鈴鹿サーキットレーシングスクールジュニア（SRS-J）に入校、全日本ロードレース選手権にデビューする。その後、熊本のホンダ系有力プライベートチーム・チーム高武に加入。同チームは加藤大治郎、玉田誠、宇川徹、中冨伸一、柳川明など世界レベルのトップライダーを輩出している。
全日本ロードレース選手権参戦開始以来2001年まで目立った成績は残せないでいたが、2002年に創設2年目となるST600クラスへの転向を契機に躍進する。開幕から連勝を重ねST600チャンピオンになったほか、最高峰クラス（プロトタイプやスーパーバイク、JSB1000などの混走）にもスポット参戦しTIサーキット英田ではJSB1000優勝を果たした。JSBは市販車同然の最も戦闘力の低いマシンながら、雨のためパワーを持て余すプロトタイプやスーパーバイクのマシンを押さえて総合優勝し、次代のトップライダーとして注目される。

### MotoGP参戦（2003年）
翌2003年4月にスポーツランドSUGOで開催されたスーパースポーツ世界選手権（WSS）日本大会にスポット参戦し2位を獲得。その後、同年日本GPのレース中の事故で亡くなった加藤大治郎の後任としてホンダ・グレシーニ・レーシングと契約し、ロードレース世界選手権 (MotoGP) に参戦する。
勝てるマシンRC211Vに乗るも、初めてのMotoGPクラス、初めてのサーキットだったことや、テスト不足、サテライトスペックであったこともあり最高位は10位2回と低迷。

### BSB参戦（2004年 - 2007年）
2004年はBSBに転向。ここでもなれないサーキットに手こずるが、経験のあるドニントンパークでは2ヒート完全優勝。2005年は全13戦（怪我により出場11戦）26ヒート中12ヒート優勝。最多勝ながらチャンピオンは逃したものの、ランキング2位を獲得。同年の鈴鹿8時間耐久ロードレースでは、ホンダのエース宇川徹と組んで出場し、初優勝を飾る。
BSBの3シーズン目となる2006年、ついにBSBチャンピオンを獲得した。
2007年はディフェンディングチャンピオンとして4年目のシーズンを戦い、2年連続チャンピオンを獲得。また、全日本ロードレース選手権の最終戦にスポット参戦。BSBと同じ2ヒート制でのレースだったが、2レースとも2位以下を大きく引き離す圧勝でシーズンを終える。

### SBK参戦（2008年 - 2009年）

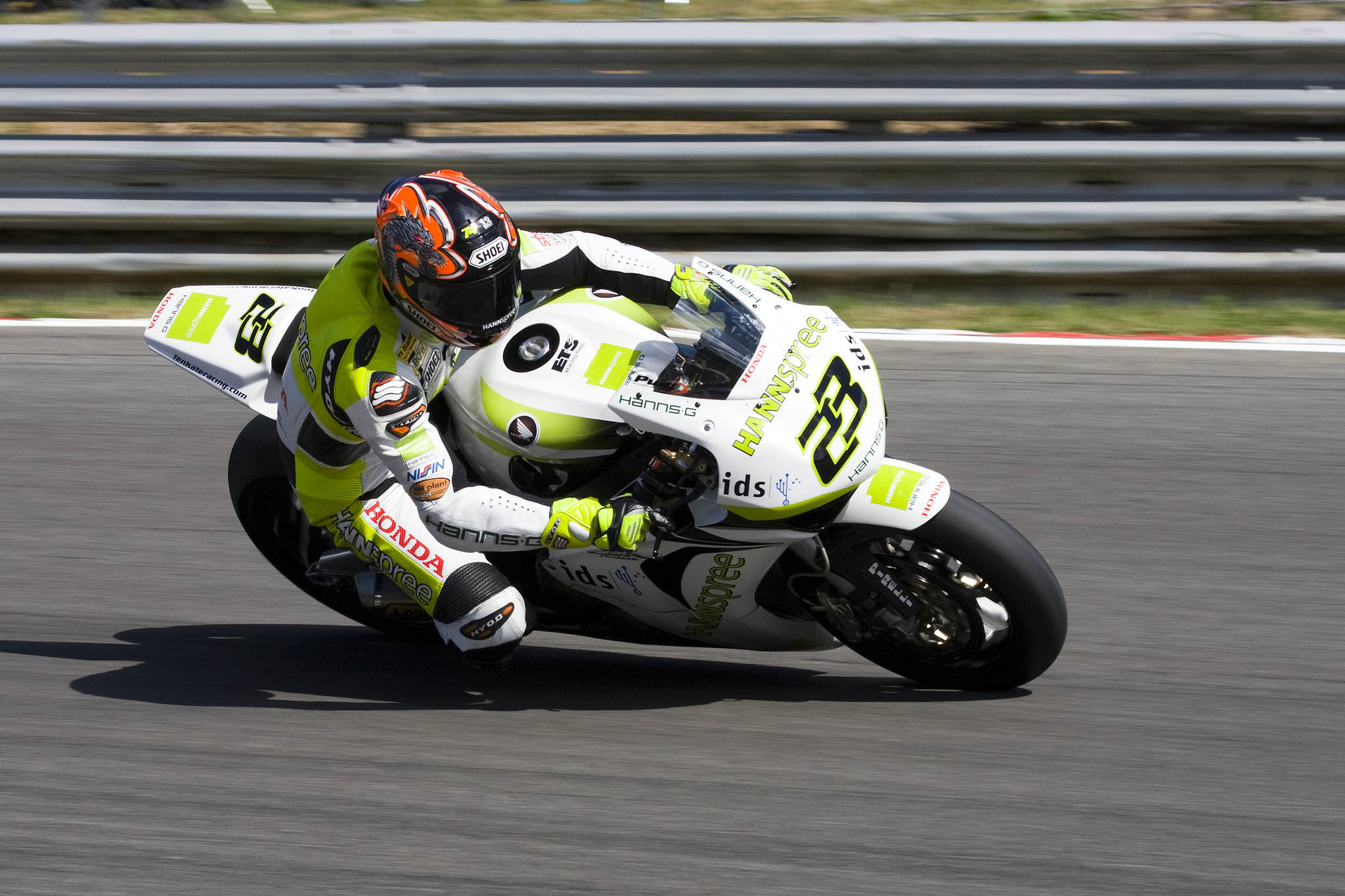
ホンダCBR1000RRを駆る清成(2008年)

2008年はスーパーバイク世界選手権 (SBK) にホンダのトップチームである、テンケイト・ホンダから参戦を開始した。
7月27日に行われた第31回鈴鹿8時間耐久ロードレースでは自身2勝目。清成の序盤でのリード、パートナーカルロス・チェカの急な雨の中での見事な判断などなどで完全勝利、HRCに3年振りとなる勝利をもたらした。
8耐勝利の1週間後ブランズ・ハッチで行われたWSB第10戦イギリス大会ではWSB参戦以来初のダブルウインを達成。次戦ドニントンでも1勝を挙げ、シーズン3勝、シリーズランキング9位でデビューシーズンを終えた。2009年もテンケイト・ホンダに残留し、ランキング11位。

### BSB復帰（2010年 - 2011年）
2010年はHM Plant HondaからBSBへ復帰参戦。第4戦キャドウェル・パークで復帰後初勝利を挙げる。続くマロリー・パークでも勝利。3年ぶりの全英王者を狙う。タイトル争いは最終戦までもつれこみ、トップと15ポイント差で挑んだ清成は奇跡的な3連勝でBSB3度目のタイトルを獲得した。
7月には鈴鹿8時間耐久ロードレースにHARC-PROから参戦し、チームメイトの高橋巧と優勝。清成にとっては3度目の鈴鹿8耐優勝となった。
2011年、F.C.C.TSR Hondaより鈴鹿8時間耐久ロードレースに参戦。伊藤真一・秋吉耕佑とともに優勝し、自身4度目の優勝を果たす。

### アジア選手権（2012年）
前年シーズンの不調からチームを解雇され、翌年の動向が注目されていたが、2012年はMuSASHi Boon Siew Honda Racingからアジアロードレース選手権のSS600クラスへ参戦した。
第2戦インドネシアでダブルウィンを果たすと、第5戦の台湾でもダブルウィンを達成。最終戦カタールのレース2優勝と5勝を達成し、その他レースでも上位入賞した事で、前年チャンピオンの藤原克昭を抑えてシリーズチャンピオンを獲得した。
7月にはHARC-PROから高橋巧、青山博一とともに鈴鹿8時間耐久レースに参戦。宇川徹の持つ最多優勝記録（5勝）に並ぶことを目指したが、デグナーコーナーで清成が転倒し、マシンから漏れたガソリンに引火しマシンが炎上。消火後マシンをピットまで戻し、スタッフの必死の修復作業で終了1時間前に修理が終わり、コース復帰したものの50周遅れの41位という結果となった。

### BSB再復帰（2013年 - 2016年）

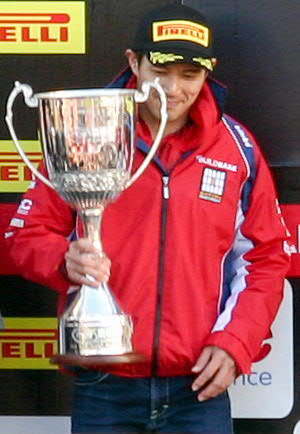
2014年BSBブランズ・ハッチ表彰式にて

2013年はSamsung HondaよりBSBへ再び復帰して参戦。第4戦ノックヒルで2レースとも3位に入り、再復帰後初表彰台を獲得した。
7月には鈴鹿8時間耐久レースに、ジョナサン・レイをパートナーに、F.C.C.TSRより参戦し、最多優勝記録タイに再び挑戦。スタートで出遅れたもののトップに立ち独走態勢に入ったものの、前年同様にデグナーコーナーで転倒しマシンが大破してしまう。ピットまで何とか戻るものの、修復が不可能なほどのダメージだった事から修復を断念しリタイアとなった。
2013年12月にHRCは、モトGPマシンのホンダ・RC213Vのテストライダーとしてオファーしたが、BSB参戦継続を望む清成は移籍を決断し、BMWへの移籍を発表。
2014年は新たなチャレンジの年となった。シリーズ第4戦ノックヒルにて、BMWにとってのBSB初表彰台を優勝でプレゼント。その後、7勝を挙げ、BSB通算50勝を達成した。最終戦までタイトル争いを演じ、ランキング2位でシーズンを終えた。
2015年もBuildbase BMWからBSBにフル参戦。ファクトリーサポートを失ったチームで苦労をし、ランキング20位でシーズンを終えた。
2016年、BSB参戦10年目にスズキへ移籍し、Bennetts Suzukiチームより参戦。シーズン開始当初から苦戦し、第7戦でチームを離脱。第9戦でSmith Racing (BMW) に移籍をし、シーズンを20位で終了した。

### 全日本復帰（2017年 - 2018年）
2016年シーズン終了後、2017年シーズンをMORIWAKI MOTUL RACINGと契約したことを発表。15年ぶりの全日本ロードレース選手権復帰となった。また4年ぶりのホンダ復帰ともなった。チームは9年ぶりの鈴鹿8耐復帰も同時に発表をした。
2018年も継続して同チームから継続参戦をしている。

### SBK復帰（2019年）
2019年1月、清成はモリワキとイタリアのアルティア・レーシングの合同チーム｢Moriwaki Althea Honda Team」と契約したことを発表。10年ぶりにSBKへのレギュラー参戦復帰を果たす。

### 全日本再復帰（2020年 - )
2020年から伊藤真一が監督を務める「Keihin Honda Dream SI Racing 」に所属し、JSB1000クラスに復帰した。2020年ランキング2位、2021年はランキング3位を獲得。2022年からはTOHORacingに移籍した。

## レース戦績
- 1988年 - デビュー戦
- 1996年 - 筑波選手権GP80 チャンピオン
  - 鈴鹿サーキット選手権GP80 チャンピオン
- 1997年 - 筑波選手権GP125Bクラス チャンピオン
- 1998年 - 全日本ロードレース選手権GP125 ランキング26位（SRS-J）
- 1999年 - 全日本ロードレース選手権GP125 ランキング23位（SRS-J）
- 2000年 - 全日本ロードレース選手権GP250 ランキング20位（チーム高武）
  - 鈴鹿8時間耐久ロードレース 9位（梨本圭／チーム高武と桜井ホンダ／CBR900RR）
- 2001年 - 全日本ロードレース選手権GP250 ランキング16位（チーム高武）
  - 鈴鹿8時間耐久ロードレース リタイヤ（中冨伸一／桜井ホンダ／AC90M）
- 2002年 - 全日本ロードレース選手権ST600 チャンピオン（4勝:MINE、筑波、オートポリス、もてぎ／チーム高武／CBR600F4i）
  - 全日本ロードレース選手権SB総合 ランキング12位（1勝:TI／チーム高武／CBR954RR）
- 2003年 - ロードレース世界選手権MotoGP ランキング20位（テレフォニカ・モビスター・ホンダ／RC211V）
  - 鈴鹿8時間耐久ロードレース リタイヤ（ニッキー・ヘイデン／セブンスター・ホンダ11／VTR1000SPW）
  - スーパースポーツ世界選手権日本大会（SUGO） 2位（BKM・ホンダ／CBR600RR）
- 2004年 - ブリティッシュスーパーバイク選手権 ランキング6位（HMプラント・ホンダ／CBR1000RRW）
  - 鈴鹿8時間耐久ロードレースリタイヤ（鎌田学／セブンスター・ホンダ11／CBR1000RRW）
- 2005年 - ブリティッシュスーパーバイク選手権 ランキング2位（HMプラント・ホンダ／CBR1000RRK）
  - 鈴鹿8時間耐久ロードレース 優勝（宇川徹／セブンスター・ホンダ7／CBR1000RRW）
- 2006年 - ブリティッシュスーパーバイク選手権 シリーズチャンピオン（HMプラント・ホンダ／CBR1000RRK）
  - 鈴鹿8時間耐久ロードレース総合5位･FIMエンデュランス･オブ･ネーションズ優勝（玉田誠／セブンスター・ホンダ7／CBR1000RRW）
- 2007年 - ブリティッシュスーパーバイク選手権 シリーズチャンピオン（HMプラント・ホンダ／CBR1000RRK）
  - MFJ全日本ロードレース選手権シリーズ最終戦　第39回MFJグランプリスーパーバイクレースin鈴鹿　JSB1000優勝
  - 鈴鹿8時間耐久ロードレースリタイヤ（ジェームス・トスランド／ドリーム・ホンダ・レーシングチーム／CBR1000RRW）
- 2008年 - スーパーバイク世界選手権ランキング9位（テンケイト・ホンダ／CBR1000RRK）
  - 鈴鹿8時間耐久ロードレース 優勝（カルロス・チェカ／ドリーム・ホンダ・レーシングチーム／CBR1000RRW）
- 2009年 - スーパーバイク世界選手権ランキング11位（テンケイト・ホンダ／CBR1000RRK）
- 2010年 - ブリティッシュスーパーバイク選手権 シリーズチャンピオン（HMプラント・ホンダ／CBR1000RRK）
  - 2010年 - スーパーバイク世界選手権第10戦スポット参戦しレース1＝21位 レース2＝16位 HM プラント・ホンダ ホンダ・CBR1000RR
  - 鈴鹿8時間耐久ロードレース 優勝（高橋巧・中上貴晶／MuSASHiRT HARC-PRO.／CBR1000RRK）
- 2011年 - ブリティッシュスーパーバイク選手権 ランキング6位（HMプラント・ホンダ／CBR1000RR）
  - 鈴鹿8時間耐久ロードレース 優勝（伊藤真一･秋吉耕佑／F.C.C.TSR Honda／CBR1000RRW）
- 2012年 - アジアロードレース選手権 シリーズチャンピオン（MuSASHi Boon Siew Honda Racing／CBR600RR）
  - 鈴鹿8時間耐久ロードレース 41位（高橋巧・青山博一／MuSASHiRT HARC-PRO.／CBR1000RRK）
- 2013年 - ブリティッシュスーパーバイク選手権 ランキング6位（Samsung Honda／CBR1000RR）
  - 鈴鹿8時間耐久ロードレース リタイア（ジョナサン・レイ／F.C.C.TSR Honda／CBR1000RRW）
- 2014年 - ブリティッシュスーパーバイク選手権 ランキング2位（Buildbase BMW／BMW・S1000RR）
- 2015年 - ブリティッシュスーパーバイク選手権 ランキング20位（Buildbase BMW／BMW S1000RR）
  - 鈴鹿8時間耐久ロードレース 3位（加賀山就臣・芳賀紀行/Team KAGAYAMA／SUZUKI／SUZUKI GSX-R1000）
- 2016年 - ブリティッシュスーパーバイク選手権 ランキング20位（Bennetts Suzuki／SUZUKI GSX-R1000 | Smith Racing/BMW・S1000RR）
  - 鈴鹿8時間耐久ロードレース 6位（加賀山就臣・浦本修充/Team KAGAYAMA／SUZUKI／SUZUKI GSX-R1000）
- 2017年 - MFJ全日本ロードレース選手権 JSB1000 11位(MORIWAKI MOTUL RACING／HONDA CBR1000RR)
  - 鈴鹿8時間耐久ロードレース 27位（高橋裕紀・ダン・リンフット/MORIWAKI MOTUL RACING／HONDA CBR1000RR）
- 2018年 - MFJ全日本ロードレース選手権 JSB1000 8位(MORIWAKI MOTUL RACING／HONDA CBR1000RR)
  - 鈴鹿8時間耐久ロードレース 8位（ラタパーク・ウィライロー・高橋 裕紀/MORIWAKI MOTUL RACING/HONDA CBR1000RR）
- 2019年 - スーパーバイク世界選手権ランキング　19位（Moriwaki Althea Honda Team）
  - 鈴鹿8時間耐久ロードレース 3位（高橋巧・ステファン・ブラドル/Red Bull Honda/HONDA CBR1000RRW）
- 2020年 - MFJ全日本ロードレース選手権 JSB1000 2位（Keihin Honda Dream SI Racing/Honda CBR1000RR-R)
- 2021年 - MFJ全日本ロードレース選手権 JSB1000 3位（Astemo Honda Dream SI Racing/Honda CBR1000RR-R)
- 2022年 - MFJ全日本ロードレース選手権 JSB1000 10位（TOHO Racing/HONDA CBR1000RR-R）
  - 鈴鹿8時間耐久ロードレース 5位（國川浩道・國峰啄磨/TOHO Racing/HONDA CBR1000RR-R）
- 2023年 - MFJ全日本ロードレース選手権 JSB1000 7位（TOHO Racing/HONDA CBR1000RR-R）
  - 鈴鹿8時間耐久ロードレース 失格（榎戸育寛・國峰啄磨/TOHO Racing/HONDA CBR1000RR-R）